# Noblesse danoise ancienne
La noblesse danoise était la classe dirigeante du Danemark entre les XIXe et XXe siècles. La noblesse est encore reconnue aujourd'hui au Danemark, mais ne bénéficie pas de la plupart de ses anciens privilèges.
Elle est divisée en deux catégories:
- noblesse « ancienne » (uradel)
- noblesse « moderne » (brevadel).

Une autre catégorisation moins informelle que l'ordre de la noblesse danoise s'est faite à partir de l'ordre allemand et de l'organisation entre la haute et la basse noblesse (højadel et lavadel). Actuellement, il existe environ 200 familles nobles avec des titres de baron, comte, etc. qui ont une descendance. Le terme « ancienne noblesse » se réfère aux familles déjà présentes au Danemark avant la réforme, tandis que la « nouvelle noblesse » est la noblesse qui a reçu ses titres à une époque plus récente.

## La noblesse médiévale
De nombreuses familles danoises qui sont actuellement florissantes ont leurs racines au Moyen-Âge, et il n'est pas rare qu'elles soient originaires d'Allemagne, puisque le Danemark possédait des terres dans les pays qui la composait à cette époque, et qu'il s'étendait grandement  sur le sol germanique. À cette catégorie appartiennent par exemple:
- Les comtes d'Orlamünde, Regenstein, Gleichen et Everstein , qui se sont installés en Scandinavie, et sont devenus, par exemple, grands conseillers ou seigneurs grands connétables du Danemark.

- De nombreuses branches de la famille des comtes de Holstein, qui sont devenus parents avec quelques-unes des branches de la famille royale danoise, et ont parfois occupé les plus hauts rangs de la noblesse danoise.

- La famille Podebusk, avec le titre de grands magistrats du Danemark

- Les capitaines[Quoi ?] des différentes familles Galen, magnats de la Scanie et de la Zélande

## Titres de noblesse danois
- Hertug - duc
- Lensgreve - Landgrave
- Greve - comte
- Lensbaron - grand baron
- Baron - baron.

Les comtes et les grands barons étaient ceux qui avaient reçu leurs terres en fief par concession royale danoise.

## Maisons ducales
Il y a deux lignées de ducs au Danemark:
- Les ducs de Schleswig (Hertug af Slesvig): à l'origine, descendants du comte Gérard III de Holstein, qui est devenu  duc de Jutland, et qui se vit reconnaître le titre de Schleswig en 1386; ce titre fut cédé en dot en 1459, à la Maison d'Oldenbourg, qui comprenait également les branches de Schleswig-Holstein-Gottorp et de Schleswig-Holstein-Sonderborg.

- Les ducs de Glücksburg (Hertug af Glücksbierg): premiers-nés de la famille française des ducs Decazes

## Les familles nobles danoises
Les familles suivantes ont été signalées nobles en 1878 par le Dansk Adelskalender, édité et publié par F. Krogh:

### A - C
- Abrahamson
- Adeler
- Ahlefeldt
- Ahlefeldt-Laurvigen
- Arenstorff
- Asp-Persson
- Astrup
- Bang
- Bannière
- Bardenfleth
- Barnekow
- Barner
- Bartholin
- Beck
- Benzon
- Berger
- Berner
- Berner-Schilden
- Berregaard
- Bertouch
- Bielke
- Bille-Brahe
- Bille
- Blixen-Finecke
- Blücher-Altona
- Bonde
- Bonde-Wadenstierna
- Bornemann
- de Bretteville
- Bretton,
- Brinck-Seidelin
- Brockdorff
- Brockenhuus-Schack
- Brummer
- Buchwald
- Bülow

- Carlsen
- Castenschiold-Castenskjold-Grevenkop-Castenschiold
- Cederfeld-Simonsen
- Charisius

### D - H
- Dannemand
- Danneskjold-Samsø
- Dirckinck-Holmfeld
- Düring-Rosenkrantz
- Duus
- Daa

- Eberlin,
- Eiben,
- Ellbrecht

- Fabritius de Tengnagel,
- Falkenskiold,
- Falsen,
- Fischer
- Fischer-Benzon,
- Flindt,
- Fogh,
- Folsach
- Fontenay
- Fønss

- Gähler
- Gersdorff
- Gyldenfeldt
- Güldencrone
- Güntelberg

- Halling
- Harbo
- Port
- Hauch
- Hambro
- Haxthausen
- Hedemann
- Hegermann-Lindencrone
- Heintze-Weissenrode
- Herbst
- Hofman-Bang
- Hoff
- Hoffman
- Holk
- Holck
- Holstein
- Holsten
- Hoppe
- Huth
- Høeg
- Høegh-Guldberg

### J - M
- Jermiin
- Jessen
- Irgens-Bergh
- Juel
- Juul

- Kaalund
- Kaas Kaas (Le Sparre-Kaas) Kaas (Ormdruplinjen)
- Clauson-Kaas
- Klauman
- Klöcker
- Knuth
- Koefoed
- Kolderup-Rosenvinge
- Krabbe
- Kretzschmer
- Krieger
- Krogh

- Lasson
- Lerche
- Leth
- Leuenbach
- Levetzow – Levetzau
- Lichtenberg
- Lillienskjold
- Linde
- Lindholm
- Linstow visite
- Lowzow
- Lütken
- Lüttichau
- Lützau – Lützow
- Løvenbalk
- Løvenfeldt
- Løwenhielm
- Løvenskiold
- Løvenstierne
- Løvensøn
- Løvenørn

- (van) der Maase
- Michaelsen
- Moldrup
- Moltke
- Mormand
- Moltke-Bregentved
- Papillon
- Munthe af Morgenstierne
- Münnich
- Mylius
- Neergaard
- Nutzhorn

### O - S
- Obelitz,
- Oldenburg,
- Oppen-Schilden,
- (van den) Ostenske Stiftelse,
- Oxholm,

- Petersdorff,
- Plessen-Scheel-Plessen,
- Pogwisch,
- Polzoni,

- Raben–Corbeaux-Levetzau,
- Rantzau (de),
- Reedtz,
- Reedtz-Thott,
- Reventlow,
- Roepstorff,
- Rosenkrantz,
- Rosenørn,
- Rosenørn-Lehn,
- Rosenvinge,
- Ross,
- Ræder,

- Scavenius,
- Schack-Schackenborg,
- Schaffalitzky de Muckadell,
- Scheel-Skeel,
- Schimmelmann,
- Schmettau, von Schmidten,
- Scholten,
- Schulin-Schulin-Zeuthen,
- Sehested,
- Sèrène de Acquèria,
- Sperling,
- Späth,
- Sponneck,
- Estampes,
- Stemann,
- Stibolt,
- Stiernholm,
- Stockfleth
- Svanenskjold,

### T - Z
- Teilmann,
- Thurah,
- Thygeson,
- Tillisch,
- Trampe,
- Trolle-Wadenstierna
- Treschow,
- Thott,

- Voss,
- Wadenstierna,
- Wardenburg,
- Wedel-Heinen,
- Wedel,
- Wedell-Wedellsborg,
- von Westh,
- Wichfeld,
- Wilster,
- Vent-Vind-Krag-Juel-Vind-Frijs,

- Zeppelin,
- Zytphen-Adeler